# Schloss Lormont

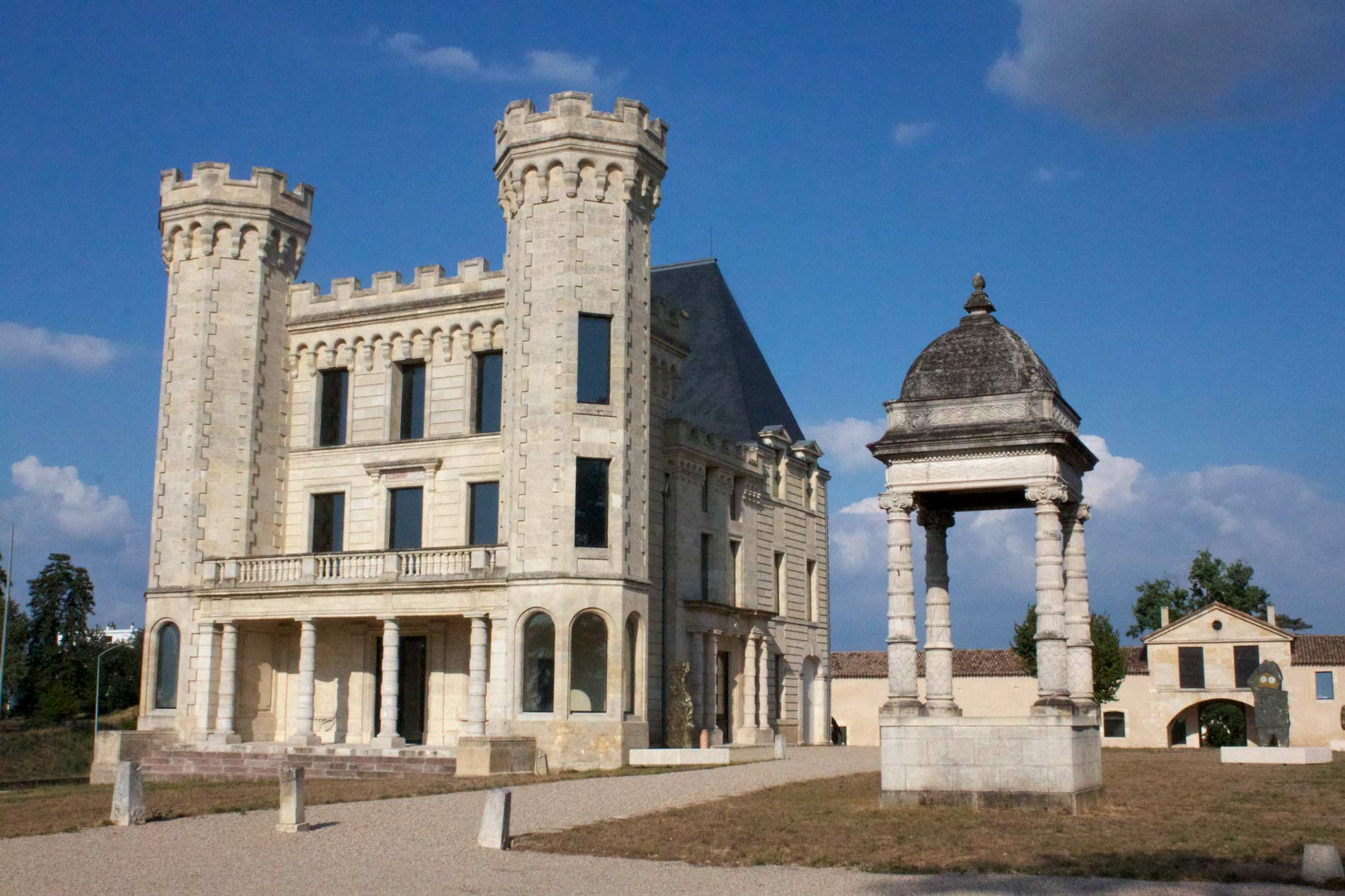
Schloss Lormont, Ansicht von Südwesten

Das Schloss Lormont (französisch Château de Lormont) ist die ehemalige Sommerresidenz der Erzbischöfe von Bordeaux in der französischen Stadt Lormont im Département Gironde (Region Nouvelle-Aquitaine). Sie ist auch als „Schloss der Erzbischöfe“ (französisch Château des Archevêques) und als „Burg des schwarzen Prinzen“ (französisch Château du Prince Noir) bekannt. Die letztere Bezeichnung rührt daher, dass Edward of Woodstock, der auch der schwarze Prinz genannt wurde, nach lokalen Überlieferungen im 14. Jahrhundert einen Teil seines Lebens in einer Vorgängerburg verbracht haben soll.
Die ehemaligen Wirtschaftsgebäude stehen seit dem 13. Dezember 1991 als Monument historique unter Denkmalschutz.

## Geschichte
Keramikscherben, die bei einer Ausgrabung am Standort des Schlosses im Jahr 1975 gefunden wurden, beweisen, dass das Schlossareal schon in gallo-römischer Zeit besiedelt war. Allerdings stammen Angaben über eine hochmittelalterliche Herzogsburg an diesem Ort ursprünglich von einigen Lokalhistorikern des 19. Jahrhunderts, die aufgrund von Ereignissen, die mit der aquitanischen Herzogsfamilie und Lormont zusammenhängen, auf die Existenz einer Burganlage schlossen. Es fehlen jedoch sowohl archäologische als auch archivalische Beweise für diese Annahme, die im Laufe der vergangenen 150 Jahre von diversen Autoren in Publikationen nicht mehr als Hypothese, sondern als Fakt dargestellt wurde.
Die erste gesicherte Nennung eines herrschaftlichen Sitzes stammt erst aus dem Jahr 1330 und führt den Erzbischof von Bordeaux als Eigentümer auf. Über diese Anlage ist nichts weiter bekannt, als dass sie eine eigene Kapelle besaß und in den französischen Religionskriegen zerstört worden sein könnte. Ab 1626 ließ der Kardinal und Erzbischof François de Sourdis auf den mittelalterlichen Fundamenten des zerstörten Vorgängerbaus durch den Baumeister Henri Roche einen Neubau als Sommerresidenz seiner Diözese errichten. Bei seinem Tod 1628 waren noch nicht alle Gebäude fertiggestellt. Die Hauptarbeiten fanden gegen 1630 ein Ende, und erst Françoisʼ Neffe Henry de Béthune beendete in der Zeit zwischen 1654 und 1662 eines der beiden Logis.

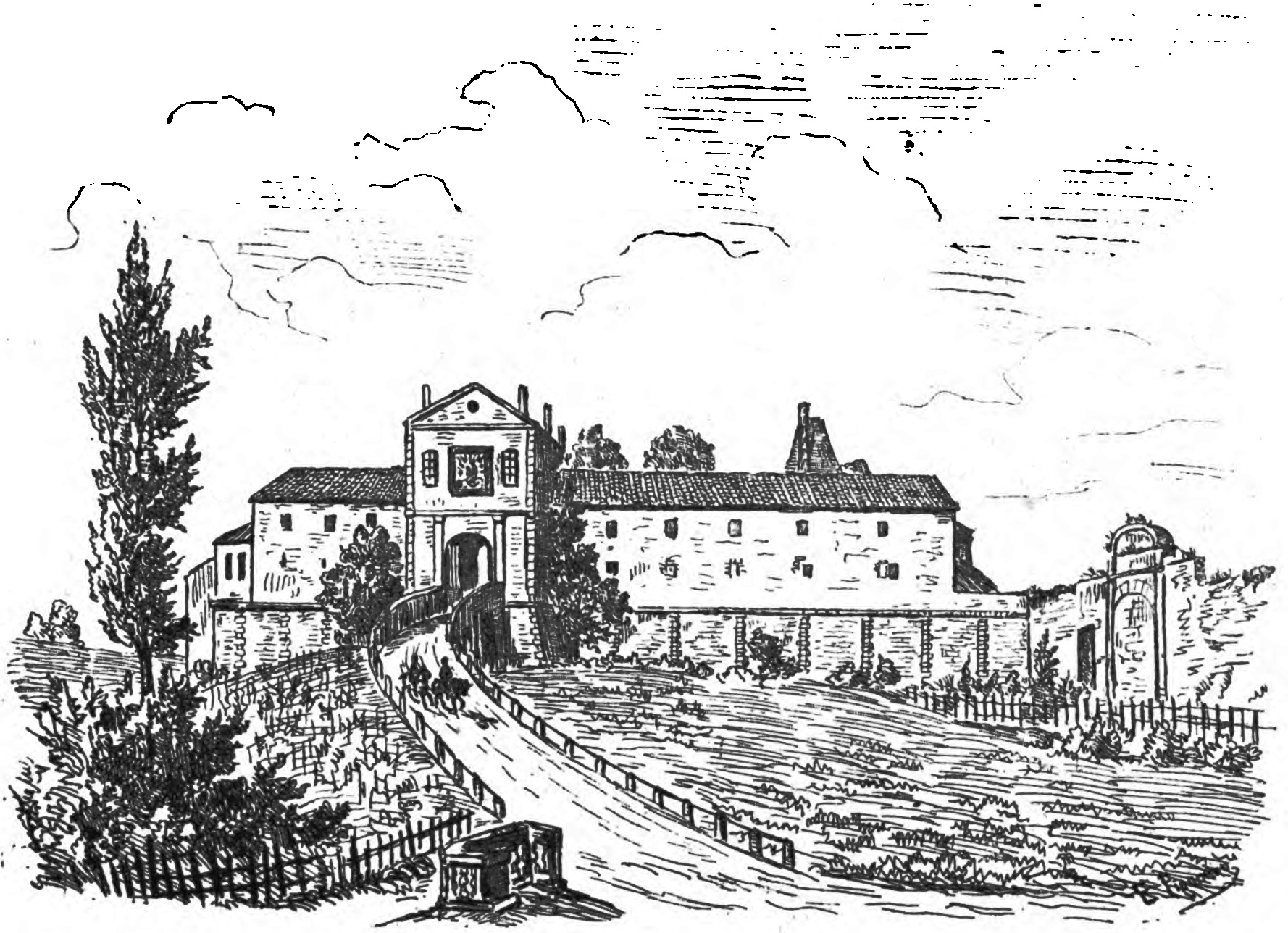
Der Ostflügel des Wirtschaftstrakts auf einer Zeichnung des 19. Jahrhunderts

Die Erzbischöfe von Bordeaux nutzten das Schloss bis zur Französischen Revolution als Landsitz und Sommerresidenz. Während der Fronde von königlichen Truppen eingenommen und verwüstet, wurde es schon kurz darauf (bis etwa 1670) wiederhergestellt. Nach 1744 folgten noch einmal Reparaturen an der Anlage. 1781 entschied Erzbischof Ferdinand-Maximilien Mériadec de Rohan-Guéméné, das Schloss nicht noch einmal instand zu setzen, sondern es mit königlicher Genehmigung niederlegen zu lassen, um anschließend einen Neubau zu errichten. Bis zum Ausbruch der Französischen Revolution war aber erst ein geringer Teil der Anlage abgerissen. Sie wurde als Nationaleigentum 1789 konfisziert und teilweise geplündert. Damals standen noch ein Flügel der Wirtschaftsgebäude samt Torbau, der erhaltene Teil des erzbischöflichen Logis und der Bereich mit Gästeunterkünften sowie Amtsräumen. Von Letzterem wurde in der Revolutionszeit ein Teil abgerissen. 1792 verkaufte der Staat das ungefähr 30.000 Quadratmeter große Schlossareal mit den Gebäuden an die Familie Peixotto. Von ihr kam es über die Familien Bourgade und Expert 1876 an den gebürtigen Preußen Georg Schacher. Zu jener Zeit waren die meisten Gebäude der Anlage stark heruntergekommen. Schacher ließ die ruinösen Teile zwischen 1876 und 1883 abreißen, sodass nur noch ein monumentaler Brunnen und ein Pavillon des Flügels mit den Gästeunterkünften erhalten blieb. Dieser wurde nach Entwürfen des Architekten Alphonse Blaquière instand gesetzt und um Neubauten im eklektischen Stil erweitert. Schacher ließ auch die noch erhaltenen Wirtschaftsgebäude wieder herrichten und ihnen einen neuen Flügel anbauen.
Ab 1930 gehörte das Anwesen dem Ehepaar Ladouch, das vor Ausbruch des Zweiten Weltkriegs nach Argentinien auswanderte. Von Juli 1940 bis August 1944 nutzen Deutsche das Schloss. Sie mussten es für Kräfte der Forces françaises de l’intérieur räumen, die bis Januar 1945 dort blieben. Bei Kriegsende war das Schloss geplündert und lag in Trümmern, und die Eigentümer ließen es auch nicht wiederherstellen. Sie verkauften den Besitz am 1. September 1956 für 2,9 Millionen Francs an eine frühere Mieterin, Frau Godel. Sie verstarb 1959. 1969 gehörte das Schloss der Wohnungsbaugesellschaft Le Toit Girondin. Zu jener Zeit war schon ein Großteil des Schlossparks durch den 1962 begonnenen Bau der Autobahnbrücke Pont dʼAquitaine über die Garonne zerstört worden. 1978 gründete sich ein Verein mit dem Ziel, das Schloss vor dem endgültigen Ruin zu bewahren. Gemeinsam mit dem lokalen Geschichtsverein Lormonts erreichte er, dass ein Teil der Schlossanlage 1991 unter Denkmalschutz gestellt wurde und somit ein Abriss nicht mehr möglich war. Dies hinderte aber den damaligen Eigentümer nicht daran, den wertvollen Monumentalbrunnen aus dem 17. Jahrhundert im Jahr 1995 für 720.000 Francs zu verkaufen und abbauen zu lassen. Trotz eines angestrengten Gerichtsverfahrens kehrte der Brunnen nicht zurück. Zehn Jahre lang versuchte der Käufer anschließend vergeblich, das historische Baumaterial weiterzuveräußern.
Dann brachen für den Brunnen – wie für das gesamte Schlossareal – wieder bessere Zeiten an. Derweil hatte der französische Staat die ruinöse Anlage 1997 gekauft. Von ihm erwarb es die Stadt Lormont für 76.000 Euro, um es anschließend für den gleichen Preis an Norbert Fradin weiterzuveräußern. Fradin hatte zuvor schon das Schloss Villebois-Lavalette erworben und erfolgreich restauriert. Ab 2007 begannen unter ihm die Instandsetzungs- und Erhaltungsmaßnahmen. Der noch vorhandene Pavillon wurde restauriert und unter Wahrung der wenigen noch erhaltenen, historischen Substanz zu Büroräumen umgebaut. Die denkmalgeschützten Wirtschaftsgebäude wurden dahingehend verändert, dass sie heute ein Restaurant beheimaten. Die Entwürfe für die Restaurierung und Umbauten liefert der Architekt Bernard Bühler. Der neue Schlossherr kaufte auch den demontierten Brunnen für 100.000 Euro zurück und ließ ihn an seinem ursprünglichen Platz wieder aufbauen.

## Beschreibung

### Baubestand vor 1789

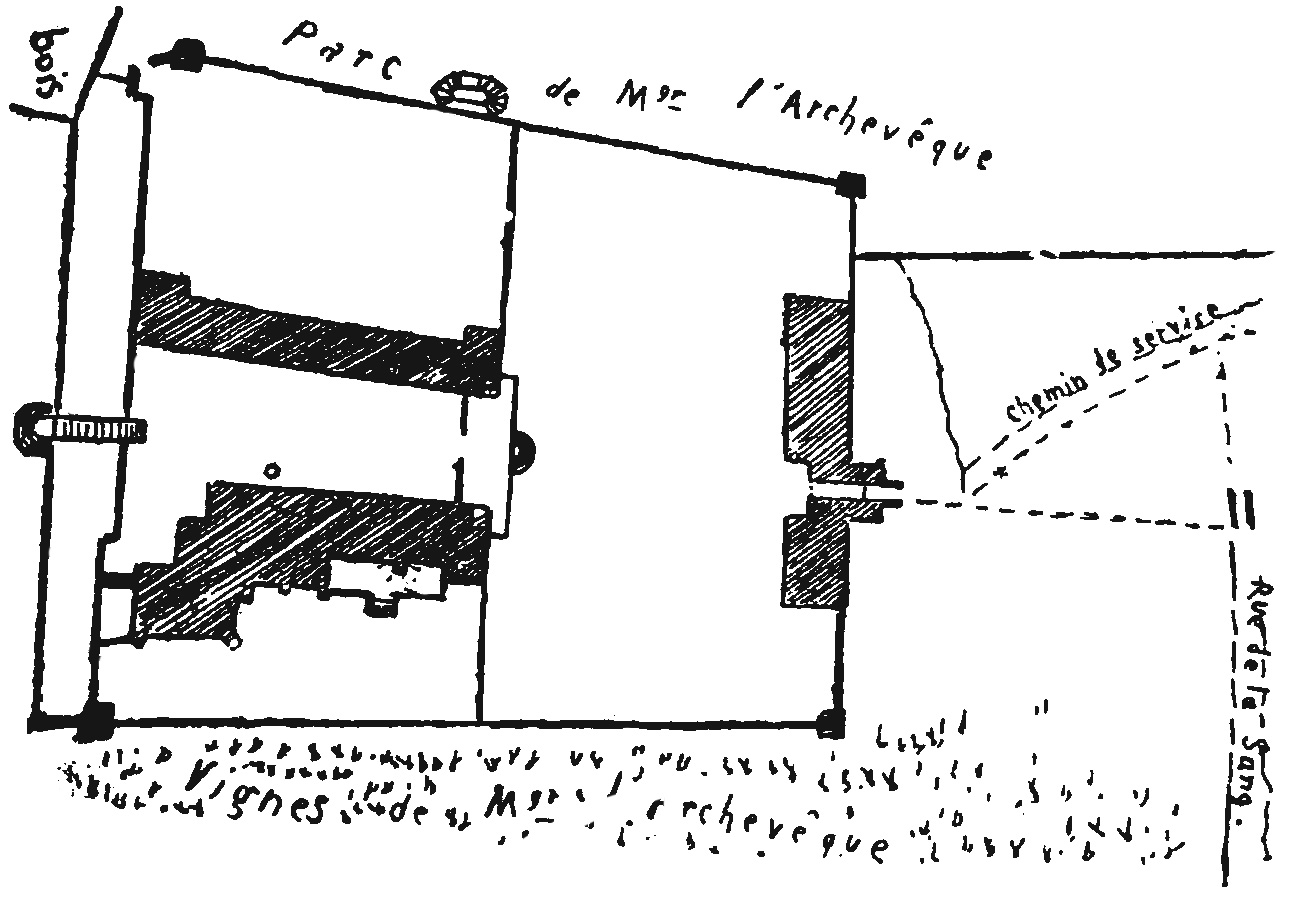
Skizzierter Lageplan mit vorrevolutionärem Baubestand

Das Aussehen der Anlage vor der Französischen Revolution ist durch Texte und einen Lageplan überliefert. Nach Ende aller Bautätigkeiten im 17. Jahrhundert war Schloss Lormont eine Anlage, deren Gebäude innerhalb zweier Höfe lagen und deren Grundriss trapezförmig war. Das Areal war von einer Ringmauer umgeben, der rundherum ein Trockengraben vorgelagert war. An ihren Ecken standen kleine, viereckige Wachtürme. Der Zugang erfolgte von Osten, über eine Zugbrücke und durch einen Torbau, der sich in der Mitte des Ostflügels der Wirtschaftsgebäude befand. Durch die Einfahrt konnte ein erster Hof erreicht werden, an dessen Nord-, Süd- und Ostseite Ökonomiebauten wie zum Beispiel Ställe, Scheunen und Bedienstetenunterkünfte standen. Außerdem befand sich dort auch eine Schlosskapelle für das Gesinde, die später im 19. Jahrhundert als Gewächshaus diente. Westlich des ersten Hofs lag ein zweiter Hof, der vom ersten durch eine Mauer getrennt war. Darin lagen zwei langgestreckte Gebäudekomplexe die parallel zueinander standen. Der südliche von ihnen wurde Logis des Erzbischofs (französisch Logis de lʼArchevêque) genannt. In ihm lagen die Privat- und Repräsentationsräume des Erzbischofs und seiner Angehörigen. Der nördliche Komplex hieß Logis der Fremden (französisch Logis des Étrangers). Dort waren Unterkünfte für Gäste, ein Speisesaal, ein Spielsalon sowie Büros untergebracht. Westlich des zweiten Hofs, außerhalb der Ringmauer (und damit jenseits des Grabens), lag ein Schlosspark mit Terrassen, künstlichen Grotten und einem Wildgehege. Der südliche Hang der Anhöhe, auf dem das Schloss stand, wurde seit dem 16. Jahrhundert zudem als Weinberg genutzt.

### Heutiger Baubestand
Von den Bauten des 17. Jahrhunderts ist heute nur noch der Ostflügel der Wirtschaftsgebäude und ein Pavillon des Logis der Fremden erhalten. Sie wurden im 19. Jahrhundert mit Anbauten ergänzt. Die Fundamente der einstigen herrschaftlichen Kapelle im Logis des Erzbischofs wurden bei einer Ausgrabung freigelegt und sind heute im Bereich des ehemaligen Schlossparks zu sehen.
Der Zugang zur Schlossanlage erfolgt auch heute noch von Osten durch den erhaltenen, 60 Meter langen Flügel der Wirtschaftsgebäude, der im Untergeschoss Bausubstanz aus dem 12. Jahrhundert aufweisen könnte. Der Flügel wurde mehrheitlich aus Bruchstein errichtet und ist verputzt. Über die Reste des einstigen Grabens führt heute eine gemauerte, zweibogige Brücke zum Torbau mit Dreiecksgiebel und Ochsenauge. Im Gegensatz zum übrigen Flügel ist die Fassade des Tors aus Haustein errichtet. Über seinem korbbogigem Tor, das von Pilastern flankiert wird, befindet sich ein Relief mit der Darstellung der Muttergottes und ihrem Kind, die von einer Engelschar umgeben sind. Dazu ist in die Szene das Wappen des Kardinals Sourdis eingearbeitet. Im Untergeschoss des Ostflügels sind einige Graffiti aus dem 15. Jahrhundert erhalten. Am nördlichen Ende des Flügels schließt sich ihm nach Westen im rechten Winkel ein zweiter Flügel an. Dieser ist jünger als der Osttrakt und stammt aus dem letzten Viertel des 19. Jahrhunderts.

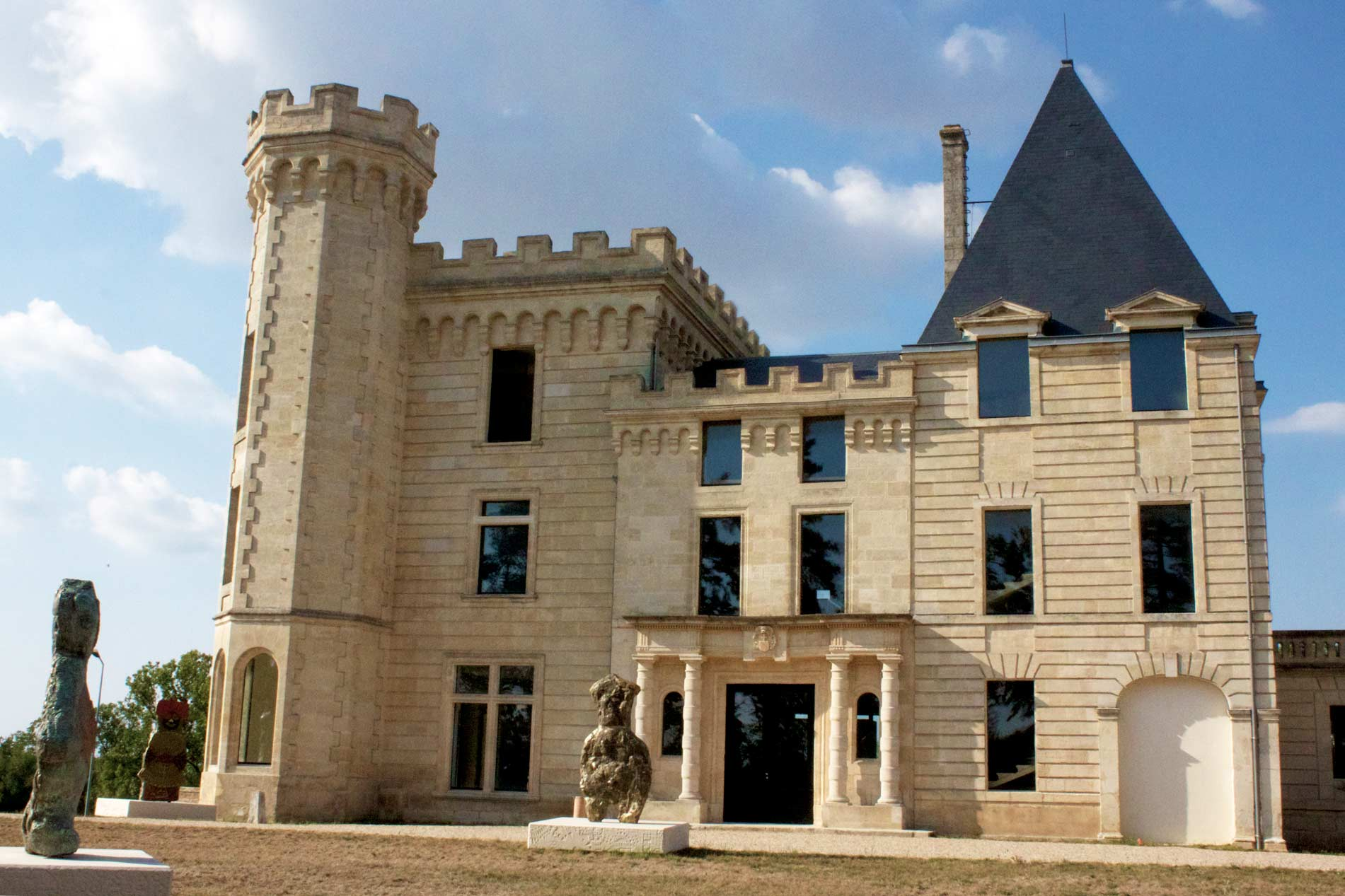
Südseite des heutigen Logis

Das heutige Logis besteht aus einem Pavillon im Stil des Louis-treize, der im 19. Jahrhundert nach Westen durch zwei Bauten im eklektischen Stil ergänzt wurde. Der Pavillon ist ein rechteckiger, dreigeschossiger Bau mit hohem, schiefergedecktem Walmdach. Seine Fassade ist genauso wie die des Westbaus rustiziert. Der Mittelbau besitzt zwei Voll- und ein Mezzaningeschoss und ist somit niedriger als seine beiden Nachbarbauten. Vor seinem Erdgeschoss mit dem Portal des Logis stehen vier Bundsäulen, die ein kräftiges Gesims mit dem Wappen der Familie de Sourdis tragen. An der Nordseite des Mittelbaus befindet sich eine zweiläufige Freitreppe in Hufeisenform. Der westlichste der drei Logisbauten besitzt eine Schaufassade an seiner westlichen, zur Garonne zeigenden Seite. Zwischen zwei zinnenbesetzten, polygonalen Ecktürmen liegt dort eine Kolonnade mit vier Bundsäulen, die zugleich einen Balkon mit steinerner Balustrade tragen. Im Osten schließt sich dem Pavillon noch ein niedriger, eingeschossiger Anbau mit Flachdach an, dessen Traufgesims eine Steinbalustrade trägt.
Unweit des Logis steht ein mächtiger Brunnen, der dort um 1660 durch Henry de Béthune, dem Neffen des französischen Finanzministers Maximilien de Béthune, errichtet worden ist. Auf dem Brunnenrand stehen vier kannelierte Säulen, die eine steinerne Haube tragen. Der gesamte Aufbau erreicht eine Höhe von über fünf Metern. Der Brunnenschacht ist 55 Meter tief.
Von dem einstigen Schlosspark ist heute kaum noch etwas erhalten. Unter seinem heutigen Bodenniveau könnten aber noch Reste der früheren Gartenbauten wie Treppen und Brunnen erhalten sein.